# Compromiso articular temporomandibular

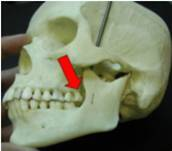
Ejemplo frecuente de CAT (1)

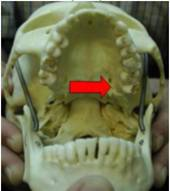
Ejemplo frecuente de CAT (2)

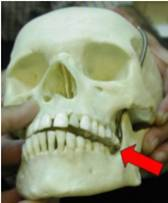
Ejemplo frecuente de CAT (3)

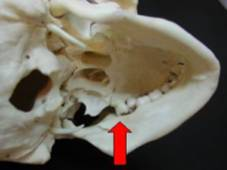
Ejemplo frecuente de CAT (4)

El compromiso articular temporomandibular, también conocido por el acrónimo CAT, es una patología funcional de la articulación temporomandibular de causa mecánica y localización extraarticular. Se entiende que una articulación está comprometida cuando sus movimientos funcionales se encuentran disminuidos o impedidos. La patología, cuya existencia se postuló en el 2000, en el XXXVIII Congreso Internacional del CIRNO (Valencia) debe diferenciarse del síndrome de disfunción craneomandibular (DCM). Es necesario realizar un diagnóstico diferencial; en la DCM la disfunción es dolorosa a la palpación de la articulación o de las articulaciones al abrir y cerrar la boca; en el CAT no duelen a la palpación en las articulaciones.
Un problema comúnmente asociado al CAT es la falta de espacio para que el músculo temporal y/o la propia mandíbula puedan llevar a cabo sus movimientos habituales durante la masticación, fonación, etcétera. El músculo temporal puede quedar atrapado en el orificio cigomático, y, dada su proximidad, la mandíbula puede golpear el maxilar superior; tal impacto produce una sensibilización nerviosa que desencadena dolor de cabeza de tipo migrañoso y/o tensional e inestabilidades, entre otras molestias.

## Etiopatogenia
Teoría evolutiva:
- Reducción de los caninos, que hizo posible mayor movilidad lateral mandibular para el régimen vegetariano.
- Por la bipedestación: se ha adelantado el agujero occipital en la base del cráneo y la necesidad de protruir al llegar a cierto grado de apertura, por falta de espacio retromandibular. Es un problema de espacio.
- La encefalización: favoreció la reducción del aparato masticador y aligeró el tamaño de los huesos mandibulares, lo que proporcionó más espacio en el cráneo para albergar una mayor proporción de masa cerebral.
- Por la dieta civilizada: la disminución del estímulo de desarrollo por una masticación menos "salvaje" ocasiona el retrognatismo bimaxilar donde se mantiene el mismo contenido, igual número de dientes, pero ha disminuido el volumen del continente, la distancia intercanina y la longitud posteroanterior de las arcadas. Es un problema de espacio.

## Etiología
El mecanismo etiopatogénico del CAT radica en que las ATM tienen limitada la amplitud de sus movimientos por falta de espacio para que la mandíbula y su musculatura se muevan libremente durante la masticación, deglución, fonación, bostezo, posturas de descanso, etcétera. La causa traumática es el impacto y/o compresión de alguna de las estructuras situadas en la parte móvil del aparato masticatorio (mandíbula, musculatura, molares, prótesis, etcétera) contra alguna estructura situada en la zona posterior de los maxilares superiores (tuberosidad maxilar, hueso, molar, prótesis) y/o en los orificios cigomáticos. El resultado es la compresión de tejidos blandos (mucosas, fascias, tendones, músculos, tejido conectivo, vasos, nervios, periostios) entre dos estructuras duras (hueso, molar, prótesis). Así pues, el CAT es una patología funcional de la ATM de causa traumática extraarticular.
El impacto y/o compresión en la zona del CAT provoca el estímulo de las terminaciones sensitivas generales trigeminales de la mucosa oral, músculos, periostios, etcétera, y llegan a comprometer las fibras sensitivas especiales del gusto, las fibras motoras parasimpáticas viscerales de la cuerda del tímpano, las fibras motoras de los músculos buccinador y temporal y de las fibras sensitivas libres del sistema nervioso vegetativo, lo que desencadena un cortejo de síntomas relacionados con las conexiones correspondientes a otros nervios craneales.
Se caracteriza por cefalea migrañosa, vértigo, acúfenos, compromiso de varios pares craneales (III, V, VII, IX y X) y trastornos psicológicos. Habitualmente también se presentan mordida cruzada y una zona dolorosa a la palpación intraoral en la rama ascendente mandibular. Se debe a la activación del sistema trigéminovascular, por sensibilización del nervio bucal, ramo de V3. Su diagnóstico se fundamenta en la anamnesis, la exploración intraoral y la de los pares craneales. El sistema vegetativo es el gran afectado por el impacto y/o compresión del CAT, del que se origina una amplia sintomatología, por sus relaciones con la inervación sensitiva y motora.

## Clasificación etiológica
La clasificación del CAT no se basa en la semiología que presenta el paciente, sino en sus diferentes mecanismos etiopatogénicos y localizaciones, con el objeto de planificar un tratamiento personalizado en cada paciente.

### Según el mecanismo etiopatogénico

#### Dinámico
- Extraarticular: apertura, cierre, lateralidad y/o protrusión mandibular.
- Intraarticular: subluxación ATM por masticación unilateral y desequilibrio oclusal y funcional.

#### Estático
- Activo: al realizar cualquier tipo de actividad que conlleve:

protrusión mandibular (deporte, fonación, etcétera);
flexión cervical (uso del ordenador, lectura, costura, etcétera).
- Pasivo: posturas de descanso:

tendido: sobre el lado que se duerme o descansa (cama, sofá, televisión, lectura); pillowing;
sentado: apoyo de la cabeza sobre una mano (estudio, ordenador, asiento de viaje).

### Según localización
Mandíbulacontra el maxilar superior
Músculo temporalcontra el arco cigomático:
SMT por hiperplasia uní o bilateral de la apófisis coronoides y/o por disminución del orificio cigomático.
Enfermedad de Jacob: CAT en apertura por pseudoarticulación coronoides-malar.
El CAT también se puede presentar en combinación simultánea al realizar diferentes movimientos, como por ejemplo en el cierre y las lateralidades, etc.

## Epidemiología
Al tratarse de una entidad con etiopatogenia evolutiva del Homo Sapiens, casi el 100 por ciento de la población, con la excepción de algunas tribus aisladas en diversas regiones del mundo (Amazonas, etcétera).

## Síntomas y signos
El CAT da lugar a un conjunto de síntomas y signos neurológicos; sensitivos, principalmente cefalea (tipo migraña y/o tensional) e inestabilidad (inestabilidad/mareo/vértigo); vegetativos, náuseas, vómitos, fonofobia, fotofobia; motores: paresias, convulsiones; psicológicos: ansiedad, depresión.

## Diagnóstico

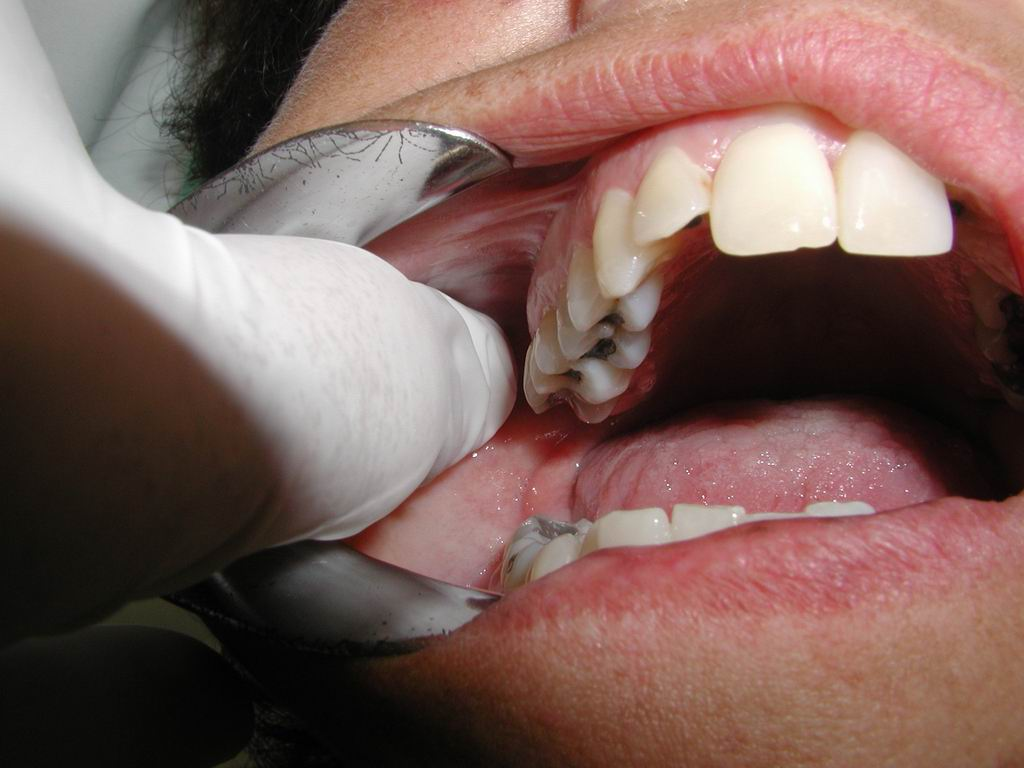
Palpación del CAT

- Prueba radiológica, ortopantomografía realizada sin el mordedor bucal.
- Anamnesis del paciente
- Inspección morfofuncional[9]

## Tratamiento
Eliminación de la causa del CAT mediante:
- Exodoncia
- Equilibrado oclusal y funcional (EOF) en dientes y/o prótesis[12][3][13]
- Rehabilitación neuro-oclusal (RNO)[12]
- Recorte de prótesis superiores que causan CAT durante los movimientos de lateralidad de la mandíbula
- Eliminación quirúrgica de la tuberosidad del proceso alveolar del maxilar superior
- Control o prohibición de actividades físicas que conlleven flexión del cuello con protrusión y/o lateralización mandibular durante horas, como pueden ser posturas de descanso, dormir, descasar, labores de costura (coser, calar, máquinas eléctricas, etcétera), uso de ordenadores, lecturas prolongadas sin uso de atril, etcétera; en general, cualquier ejercicio físico mantenido tensionalmente en el tiempo con una postura corporal de cuello flexionado ya que demanda una protrusión o lateralización mandibular.[14]